# Monanthes burchardii
Monanthes burchardii är en fetbladsväxtart som beskrevs av David Bramwell och Rowley. Monanthes burchardii ingår i släktet Monanthes och familjen fetbladsväxter. Inga underarter finns listade i Catalogue of Life.